# Sharks (canción de Imagine Dragons)
«Sharks» (en español: «Tiburones») es una canción de la banda estadounidense de pop rock Imagine Dragons. Fue lanzada el 24 de junio de 2022 por medio de KIDinaKORNER e Interscope Records como el segundo sencillo de su quinto álbum de estudio, «Mercury – Acts 1 & 2», en donde forma parte del «Act 2» como su tercer tema. Fue escrita por la agrupación y los productores suecos Mattman & Robin.

## Antecedentes
Tras el lanzamiento de «Bones», el sencillo principal de «Mercury – Acts 1 & 2», los fans esperaban el lanzamiento de un segundo sencillo promocional, algo que no ocurrió, lo que llevó a diversas especulaciones de que «Bones» sería el único sencillo del álbum. Sin embargo, el 12 de junio de 2022, la banda estrenó un teaser trailer del álbum, en el cual apareció un fragmento de la canción.
Cuatro días después, el 16 de junio, se mostraron las primeras letras de «Sharks» en un archivo de audio que fue compartido en el Discord oficial de la banda. Debido a esto, los fans tuvieron que armar los primeros segundos de la canción, usando diferentes enlaces, los cuales se encontraron usando piezas de rompecabezas.
Cada pieza contenía un código/cifrado secreto (en morse, binario, braille, etc.) que se traducía en 3 letras. Cada una de ellas se insertaron en enlaces de lnk.to, con la letra correspondiente a «Mercury A2». Los enlaces tenían una parte diferente de la canción, que, al momento de juntarlas, formó el fragmento completo de 30 segundos. El viernes 17 de junio, la banda publicó la solución del rompecabezas, el póster completo del video musical y, anunció que la fecha de lanzamiento de la canción sería el 24 de junio de 2022.

## Composición
Escrita por la agrupación y los productores suecos Mattman & Robin, «Sharks» se centra en la perspectiva de otra persona controlada por amigos falsos. Representa cómo las personas sienten que ven a los demás desde arriba mientras se aprovechan de sus miedos para mantenerlos bajos. Esto les da la sensación de que son mejores pero al final él es igual que cualquier otro, que está esperando que muestre una debilidad para aprovecharse de ellos también. Así como él se aprovecha de la debilidad, los demás también lo hacen para sentirse mejor consigo mismos y mirar desde "arriba". Aquellos en los que confía como "amigos" solo están esperando que él confíe lo suficiente como para derribarlos una vez que cuente una debilidad suya.
El vocalista Dan Reynolds comentó en una entrevista a Apple Music:

«Canciones como «Sharks», por ejemplo, en realidad se escribieron en el último extremo, una de las canciones más nuevas. Hay como pesadez en este disco, pero también hay mucha ironía. «Bones» y «Sharks» hacen algo similar, donde es como un montón de bromas. [...] Es una narrativa oscura, como «Sharks» es esta narrativa de un hombre, especialmente a medida que envejeces también, es como otra cosa. […] Quería encontrar este punto medio que fuera como: "La muerte sucede, y el mundo está lleno de gente egoísta, pero, ¿Hay alguna manera de casi reírse de eso, porque es inevitable?." No quiero que todo sea como emo en ese sentido, sino un poco más como, al final del día, solo tienes que reírte de eso. [...] Todo lo que puedes hacer es sonreír y continuar, porque así es la vida, y ese era el punto. En «Sharks» todo el coro de la publicación dice: “He’s coming to get you. Woo. Woo”, casi como si se riera de eso. Me encanta la yuxtaposición de canciones que son oscuras, pero también quizás un poco divertidas, irónicas o conscientes de sí mismas.»
Dan Reynolds

## Video Musical
En una publicación de Facebook exclusiva para Austria el 21 de junio, la banda anunció que el video musical tendría un estreno mundial el viernes 24 de junio en Viena, seguido de una sesión de preguntas y respuestas con la banda y un primer adelanto exclusivo de su álbum doble, «Mercury – Acts 1 & 2», una semana antes de su lanzamiento. El video musical, dirigido por Drew Kirsch, presenta a la banda llevando a cabo un atraco dentro de la ciudad de Las Vegas, en Nevada. Presenta varios lugares que son considerados emblemas de la ciudad, principalmente el Allegiant Stadium, el Shark Reef Aquarium y el show "O" de Cirque Du Soleil.
El vocalista Dan Reynolds explicó: «Con el video musical de «Sharks», nuestro objetivo era representar a nuestra ciudad natal con la luz que se merece: Una ciudad de pasión, entretenimiento y arte. Siempre despierto y excéntrico. Siempre una aventura por vivir. Como tercera generación de Las Vegas, amo esta ciudad y le debo nuestro éxito. Siempre nos han defendido. «Sharks» rinde homenaje a la ciudad que llamamos hogar. Las Vegas.»

## Presentaciones en vivo
«Sharks» fue agregada al repertorio de canciones del «Mercury World Tour» el 5 de agosto de 2022, día que fue interpretada por primera vez en el Rice-Eccles Stadium de Salt Lake City, Utah.

## Lista de sencillos
| Sharks: Descarga digital |          |                 |          |  |
| N.º                      | Título   | Artista(s)      | Duración |  |
| 1.                       | «Sharks» | Imagine Dragons | 3:10     |  |

## Créditos
Adaptado del sencillo «Sharks» y del booklet de «Mercury – Acts 1 & 2».
Sharks
- Interpretado por Imagine Dragons.
- Escrito por Dan Reynolds, Wayne Sermon, Ben McKee, Daniel Platzman, Robin Fredriksson, Mattias Larsson.
- Publicado por Imagine Dragons Publishing (BMI) / Universal/KIDinaKORNER, Wolf Cousins (STIM) / Warner Chappell Music SCAND (STIM).
- Producido por Mattman & Robin para Wolf Cousins Productions.
- Grabado por John Hanes.
- Mezclado por Serban Ghenea.
- Ingeniería de Mezcla por John Hanes.
- Mezclado en “MixStar Studios” (Virginia Beach, Virginia).
- Masterizado por Randy Merrill en “Sterling Sound” (Nueva York).

℗ 2022 KIDinaKORNER/Interscope Records
Imagine Dragons
- Dan Reynolds: Voz.
- Wayne Sermon: Guitarra.
- Ben McKee: Bajo.
- Daniel Platzman: Batería.

Músicos Adicionales
- Mattman & Robin: Voces de Fondo, Guitarra, Bajo, Batería, Percusión, Teclados y Programación.

## Listas de Popularidad
| Lista (2022)                                   | Máxima posición |
| ---------------------------------------------- | --------------- |
| Bélgica (Valonia) (Ultratop 40)                | 33              |
| Canadá (Canadian Hot 100)                      | 92              |
| Francia (SNEP)                                 | 33              |
| Global (Billboard Global 200)                  | 124             |
| Italia (FIMI)                                  | 86              |
| Países Bajos (Dutch Top 40)                    | 22              |
| Países Bajos (Mega Single Top 100)             | 59              |
| Nueva Zelanda (New Zealand Hot Singles) (RMNZ) | 20              |
| Polonia (Polish Airplay Top 100)               | 4               |
| Portugal (AFP)                                 | 188             |
| Suiza (Schweizer Hitparade)                    | 44              |
| Estados Unidos (Bubbling Under Hot 100)        | 24              |
| Estados Unidos (Hot Rock & Alternative Songs)  | 12              |

## Certificaciones
| País (Organismo certificador) | Certificaciones | Ventas certificadas |
| ----------------------------- | --------------- | ------------------- |
| Brasil (Pro-Música Brasil)    | Platino         | 40,000              |
| Canadá (MC)                   | Oro             | 40,000              |
| Francia (SNEP)                | Platino         | 200,000             |
| Italia (FIMI)                 | Platino         | 100,000             |
| Polonia (ZPAV)                | Platino         | 50,000              |
| Estados Unidos (RIAA)         | Oro             | 500,000             |

## Historial de Lanzamiento
| Región | Fecha               | Formato                    | Sello discográfico              |
| ------ | ------------------- | -------------------------- | ------------------------------- |
| Varios | 24 de junio de 2022 | Descarga digital Streaming | KIDinaKORNER Interscope Records |